# نهاد اریم
نهاد اریم (انگلیسی: Nihat Erim؛ زاده ۳۰ نوامبر ۱۹۱۲ – درگذشته ۱۹ ژوئیه ۱۹۸۰) یک سیاست‌مدار اهل ترکیه بود.